# Ulukbek Zholdoshbekov
Ulukbek Zholdoshbekov (Naryn, 9 febbraio 1996) è un lottatore kirghiso, specializzato nella lotta libera.

## Palmarès
- Campionati asiatici

Bangkok 2016: bronzo nei 57 kg.
Bishkek 2018: bronzo nei 61 kg.
Nuova Delhi 2020: oro nei 61 kg.
Ulaanbaatar 2022: bronzo nei 61 kg.